# Juho Hänninen
Juho Ville Matias Hänninen (* 25. července 1981 v Punkaharju, Finsko) je rallyeový jezdec, vítěz Intercontinental Rally Challenge 2010. Jeho dlouholetým spolujezdcem je Mikko Markkula.

## Kariéra
Hänninen debutoval na Mistrovství Finska roku 2003, kde skončil na osmém místě celkového hodnocení ve skupině N (malé skupině N). O rok později vyhrál titul ve stejné třídě s vozem Honda Civic Type R. V roce 2005 dokončil závody skupiny N na druhém místě a to ve voze Mitsubishi Lancer Evolution VI.
Prvním Hänninenovým závodem, který je součástí Mistrovství světa v rallye, byla Švédská rallye 2006, kde s vozem Mitsubishi Lancer Evolution IX vyhrál skupinu N a celkově se umístil na 15. místě. V následující Sardinské rallye 2006 byl znovu nejrychlejším jezdcem skupiny N a celkově skončil na 14. místě. Poté se účastnil dalších tří závodů Mistrovství světa v rallye v sezoně 2006. Nejlepšího celkového výsledku dosáhl na Rallye Nový Zéland, kde celkově obsadil deváté místo, ve skupině N ho však porazil pouze Jari-Matti Latvala. Během svého prvního vystoupení na Finské rallye byl vyloučen za to, že na sobě neměl nehořlavé prádlo. V posledním závodu sezony 2006, Velšské rallye, soutěžil ve třídě Super 1600 s Citroënem C2 a vybojoval celkově 19. místo a první v rámci juniorské kategorie.
Celou sezonu 2007 produkčního šampionátu absolvoval s vozem Mitsubishi Lancer Evolution IX. Nejprve vyhrál Švédskou rallye, poté byl však diskvalifikován kvůli použití nehomologovaných palivových čerpadel. Jeho nejlepším výsledkem bylo druhé místo na Velšské rallye a třetí místo v Argentině. Celkově se umístil na pátém místě. Zároveň se roku 2007 zúčastnil i tří závodů Mistrovství světa v rallye s vozem Mitsubishi Lancer WRC05, se kterým získal svůj první bod do hodnocení jezdců za osmé místo v Sardinské rallye.
V produkčním šampionátu Mistrovství světa v rallye 2008 závodil Hänninen za novozélandskou odnož týmu Ralliart. Ve Švédské rallye se mu podařilo zvítězit, celkově obsadil osmou příčku a tím získal druhý bod do hodnocení jezdců. Poté vyhrál i Finskou rallye. V této sezoně se zapojil do dvou závodů Intercontinental Rally Challenge - ve skupině N se na Portugalské rallye s Lancerem Evolution IX umístil na pátém místě a poté vyhrál svůj první závod v kategorii Super 2000 na Ruské rallye s Peugeotem 207 S2000.
V roce 2009 závodil v soutěži Intercontinental Rally Challenge za tým Škoda s vozem Škoda Fabia S2000. Podruhé v řadě vyhrál Ruskou rallye a celkově dokončil šampionát na šestém místě.

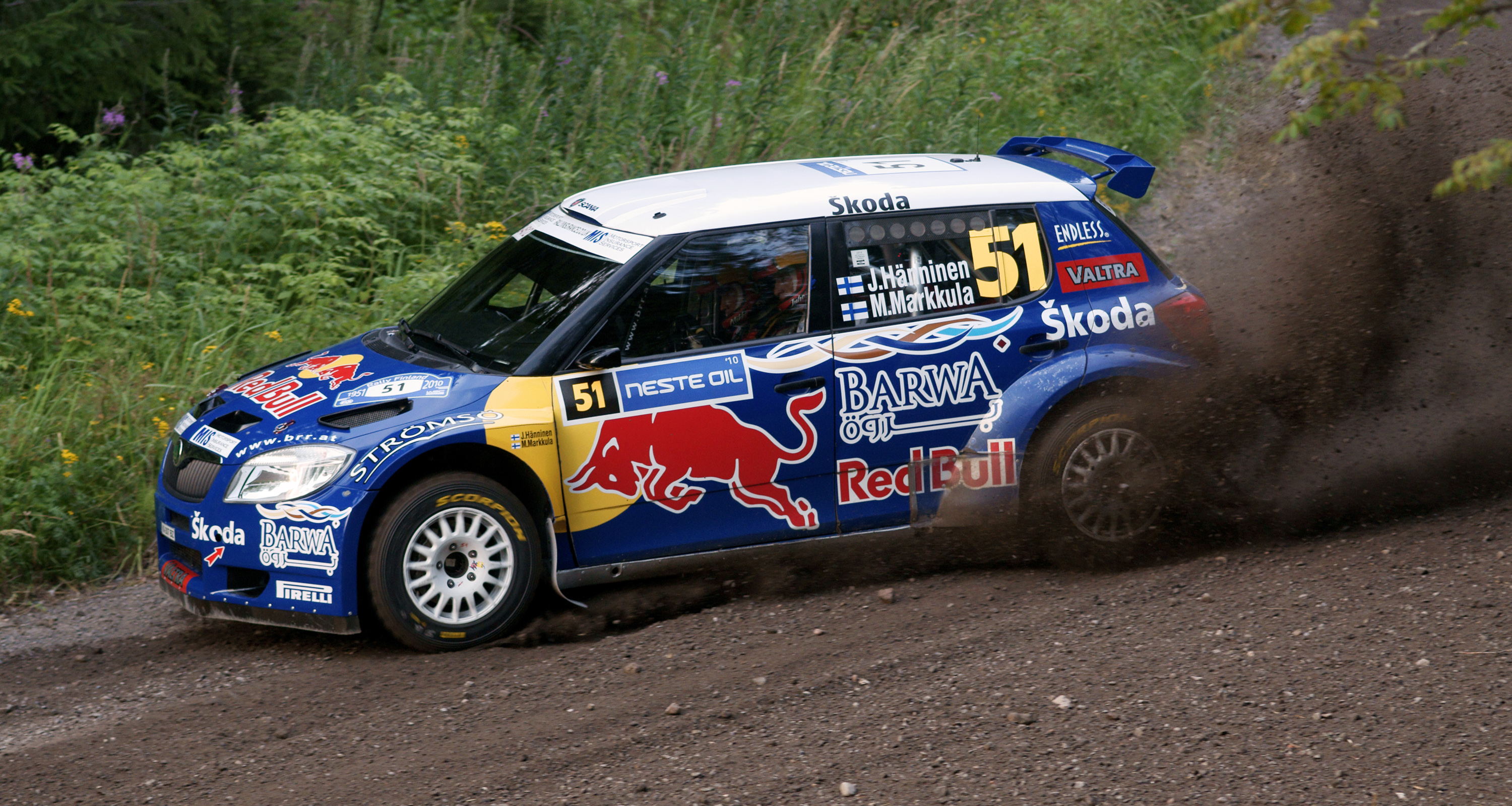
Při Finské rallye 2010

U týmu Škoda zůstal i v sezoně 2010. Třikrát se mu podařilo vyhrát (a to v Argentinské, Sardinské a Skotské Rallye), dále se čtyřikrát umístil na druhém místě a třikrát na třetím, celkem tedy 62 bodů. To mu vyneslo titul mistra. Stejně jako v sezoně 2009 se Hänninen zúčastnil Finské rallye s vozem Škoda Fabia za tým Red Bull Rally a vyhrál kategorii SWRC.
V sezoně 2011 se Hänninen plně soustředil na závody SWRC s týmem Red Bull Škoda, kde vybojoval titul mistra světa, příležitostně startoval v týmu Škodou Motorsport v Intercontinental Rally Challenge 2011, kde nakonec obsadil třetí místo. Až do poslední soutěže ale bojoval o titul i v tomto šampionátu.

## Sezona 2012
| Šampionát            | Závod                                   | Umístění | Auto              |
| -------------------- | --------------------------------------- | -------- | ----------------- |
| ME / MMČR / Rakousko | Internationale Jänner Rallye            | místo    | Škoda Fabia S2000 |
| IRC                  | SATA Rallye Açores                      | místo    | Škoda Fabia S2000 |
| IRC                  | Donnelly Group Circuit of Ireland Rally | místo    | Škoda Fabia S2000 |
| ME                   | Rally 1000 Miglia                       | 4. místo | Škoda Fabia S2000 |
| ME                   | Croatia Rally                           | místo    | Škoda Fabia S2000 |
| ME                   | Belgium Geko Ypres Rally                | místo    | Škoda Fabia S2000 |
| ME                   | Bosphorus Rally                         | místo    | Škoda Fabia S2000 |
| MMČR                 | Rally Bohemia                           | Havárie  | Škoda Fabia S2000 |
| ME                   | Rali Vinho da Madeira                   | 7. místo | Škoda Fabia S2000 |
| IRC                  | Barum Czech Rally Zlín                  | místo    | Škoda Fabia S2000 |
| IRC                  | Rallye Sanremo                          | Havárie  | Škoda Fabia S2000 |

## Sezona 2013
| Šampionát | Závod              | Umístění | Auto               |
| --------- | ------------------ | -------- | ------------------ |
| MS        | Rallye Monte Carlo |          | Ford Fiesta RS WRC |